# 6e brigade d'infanterie (Australie)
Pour les articles homonymes, voir 6e brigade.
La 6e brigade est une brigade de l'armée australienne. 

## Histoire
Formée pour la première fois en 1912 en tant que formation de l'armée de réserve pour fournir une formation dans le cadre du programme de formation obligatoire, la brigade est reconstituée pendant la Première Guerre mondiale en tant qu'unité d'infanterie de la force impériale australienne entièrement volontaire.L'unité sert ensuite à Gallipoli, en France et en Belgique sur le front de l'Ouest. Dans les années 1920, dans le cadre d'une réorganisation de l'armée australienne, l'unité est incorporée dans le 3e district militaire de la Citizens Military Force, englobant des unités de Victoria et d'Australie du Sud. En 1991, elle devient une partie du Ready Reserve Scheme, basé à Enoggera Barracks, à Brisbane, dans le Queensland, avant sa dissolution 1996 lorsque le programme est interrompu. La brigade est reconstituée le 1er mars 2010 pour superviser les unités de soutien au commandement et de renseignement, de surveillance, d'acquisition d'objectifs et de reconnaissance (CS & ISTAR) de l'armée.